# Chora (Astypalaia)

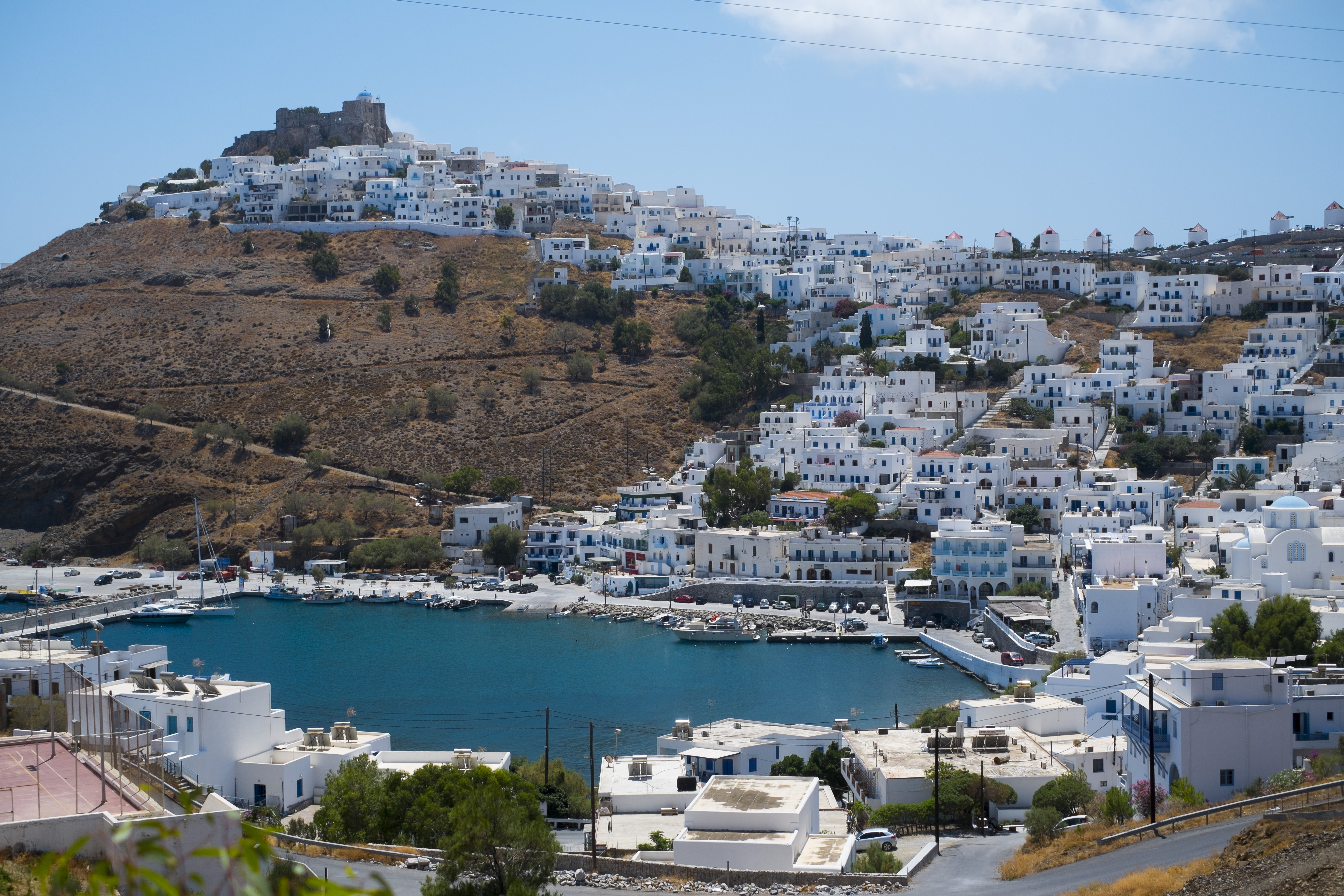
Chora in Astypalaia

Chora (Grieks: Χώρα Αστυπάλαιας) is de hoofdplaats van het Griekse eiland Astypalaia, behorend tot de eilandengroep Dodekanesos in de Egeïsche Zee. De grote meerderheid van de inwoners op het eiland woont in Chora.